# Irracional (canción de Myriam)
«Irracional» es el primer sencillo de la cantante mexicana Myriam para su nuevo álbum de 2018, el cual está en proceso de grabación. Fue lanzado en streaming el 26 de enero de 2018 debutando en los charts de México, Honduras, Guatemala, Colombia entre otros países de Centro y Sudamérica.

## Antecedentes
En 2017, antes de que Myriam se uniera a la gira de Primera Generación a 15 años de haber iniciado el reality en el cual resultó ganadora, la cantante reveló que estaba en busca de canciones inéditas para su nuevo álbum a lanzarse en 2018. No fue hasta noviembre de 2017 que reveló que ya tenía el setlist de lo que sería su nueva producción discográfica.
El tema 'Irracional' llegó a manos de Myriam en 2012 cuando su A&R y amigo Manolo Calderón le presentó a Carola Rosas y Fredy Cañero, compositores del tema, y le pidieron grabar el tema que fue hecho para ella.

## Lanzamiento
El 16 de noviembre el productor de espectáculos anunció en su cuenta de Twitter a Myriam en concierto en el Lunario para hacer la presentación del sencillo.
Inicialmente a través de Twitter la cantante anunciaría el lanzamiento para el primer día del 2018, sin embargo, se postergó. El 1 de enero de 2018 se presentó en solitario en el programa de René Franco que se transmite por Unicable 'Es de Noche', siendo esta la primera vez que incursione en un programa de Televisa en la Ciudad de México.
Fue hasta el 17 de enero en el programa La Taquilla que anunció el lanzamiento para el 26 de enero de manera digital.
El tema fue lanzado en las plataformas de streaming Spotify y Deezer la noche del 25 de enero y a primera a compra en Google Play y Amazon. En iTunes fue lanzado el 28 de enero de 2018.

## Recepción
El tema es lanzado casi 3 años después de su última producción discográfica, la reactivación de sus clubes de fanes fue de inmediata a través de redes sociales. Rápidamente se colocó en las primeras posiciones de los charts mexicanos.
En la plataforma Deezer debutó en el lugar 53. En Google Play debutó en el lugar 2 del género pop y llegó a la primera posición del top general. En iTunes se colocó en la segunda posición del listado pop y en el general llegó al 9.º lugar en México. En Honduras fue número 1, en Guatemala 5 y Colombia 13.

## Posición en listas
| Gráfico (2018)            | Máxima posición |
| ------------------------- | --------------- |
| México (Google Play)      | 1               |
| México (iTunes Pop)       | 2               |
| México (iTunes General)   | 9               |
| México (Deezer)           | 53              |
| Honduras (iTunes General) | 1               |
| Guatemala (iTunes Pop)    | 5               |
| Costa Rica (iTunes Pop)   | 12              |
| Colombia (iTunes Pop)     | 13              |